# Hahnenkampf Live
Hahnenkampf Live ist ein Livealbum der Berliner Hip-Hop-Formation K.I.Z, das am 13. Juni 2008 über die Labels Royal Bunker und Universal Music veröffentlicht wurde. Es enthält größtenteils Lieder des 2007 erschienenen Studioalbums Hahnenkampf.

## Inhalt

### CD
Die CD-Version enthält Live-Mitschnitte von elf Liedern des Studioalbums Hahnenkampf. Außerdem sind drei Songs (Intro, Riesenglied und Freiwild) vom Mixtape Böhse Enkelz sowie das Stück Hölle, das sich auf keinem Album der Gruppe befindet, enthalten. Als Bonustrack wurde eine neue Version von Hölle zusammen mit dem Ärzte-Mitglied Bela B eingespielt.

### DVD
Auf der DVD-Version befindet sich deutlich mehr Material als auf der CD. Sie enthält eine über 90-minütige Dokumentation zur Raus aus dem Körper – Rein in den Club Tour von 2007 sowie die Aufnahme des Auftritts von K.I.Z. in Berlin am 8. Dezember 2007. Dabei sind sieben Lieder mehr als auf der CD enthalten. Als Bonustitel beinhaltet die DVD das Musikvideo zum Song Hölle mit Bela B. Die DVD ist ab 16 Jahren freigegeben.

## Covergestaltung
Das Albumcover zeigt die vier Bandmitglieder Nico, Tarek, DJ Craft und Maxim (von links nach rechts) in schwarzen T-Shirts. Im Hintergrund sind umrisshaft die jubelnden Fans auf einem Konzert zu sehen. Am unteren Bildrand steht der Titel Hahnenkampf Live in weißen Buchstaben.

## Titelliste
| CD | DVD |
| --- | --- |
| 1. Hahnenkampf – 3:45 2. Intro Böhse Enkelz – 3:47 3. Wenn es brennt – 3:34 4. Riesenglied – 3:20 5. Geld essen – 4:22 6. Böhses Mädchen – 3:35 7. Freiwild – 3:39 8. 11. Plage – 4:39 9. Klassenfahrt – 3:13 10. Der Schöne und das Biest – 3:53 11. Ellenbogengesellschaft (Pogen) – 3:30 12. Hölle – 4:05 13. Neuruppin – 5:10 14. Spasst – 4:15 15. Walpurgisnacht – 5:28 16. Hölle (feat. Bela B, Bonustrack) – 4:00 | 1. Tourdokumentation – 93:14 2. Am Galgen – 0:57 3. Hahnenkampf – 1:15 4. Freiwild – 3:32 5. Geld essen – 4:03 6. Wenn es brennt – 4:24 7. Intro Böhse Enkelz – 3:52 8. Pauch It – 4:16 9. Hurensohn – 5:20 10. Klassenfahrt – 4:39 11. Nagellackentfernerfotze/Tanz – 3:41 12. Böhses Mädchen – 4:47 13. Schwarz, Rot, Geld – 5:08 14. Ellenbogengesellschaft (Pogen) – 4:00 15. Wir werden jetzt Stars – 3:48 16. Lass uns feiern – 5:33 17. 17 Jahr blondes Haar – 3:30 18. Rapdeutschlandkettensägenmassaker – 3:35 19. Walpurgisnacht – 4:32 20. Spasst – 4:19 21. Der Schöne und das Biest – 5:50 22. Riesenglied – 5:25 23. Hölle – 4:18 24. Neuruppin – 4:12 25. Hölle (feat. Bela B., Musikvideo) – 4:12 |